# ヘリトリゴケ
ヘリトリゴケは、地衣類の一つ。岩の上に生える普通な痂状地衣の一つで、最も判別がしやすいものの一つでもある。日本最大の地衣と認定されているのもこの種であり、それについても後述する。

## 特徴
ヘリトリゴケ Porpidia albocaerulescens は、ヘリトリゴケ科に属する地衣類である。いわゆる痂状地衣であり、その本体は岩の表面の模様にしか見えない。
岩に着生するもので、地衣体はその表面に密着して広がり、厚みは感じられない。表面はなめらか、色は灰白色で、外周の縁取りが黒っぽい。見かけの色からは葉緑素の気配が感じられない。連続して広がり、理想的には円形の形になり、大きいものは1mを超えるものもある。
子器は円盤状のいわゆる裸子器で、レキデア型という型である。最初は地衣体表面の黒っぽいぽっちのように形成され、次第にその直径を増し、最後には径1mm程度の円盤状になる。このとき子器の上面は灰色で、その周囲の縁と側面は黒くなる。子器は地衣の表面に多数がばらまかれたように形成される。
名前は縁取りゴケで、子器の周囲が縁取りしたように黒くなっていることによる。この特徴のために、この種は非常に判別しやすい。同定に顕微鏡や化学成分の確認が必要なことが多い地衣類の中にあって、さらにこの類には似た形のものも数多いが、この種だけは野外で同定できる、との定評がある。

## 生育環境

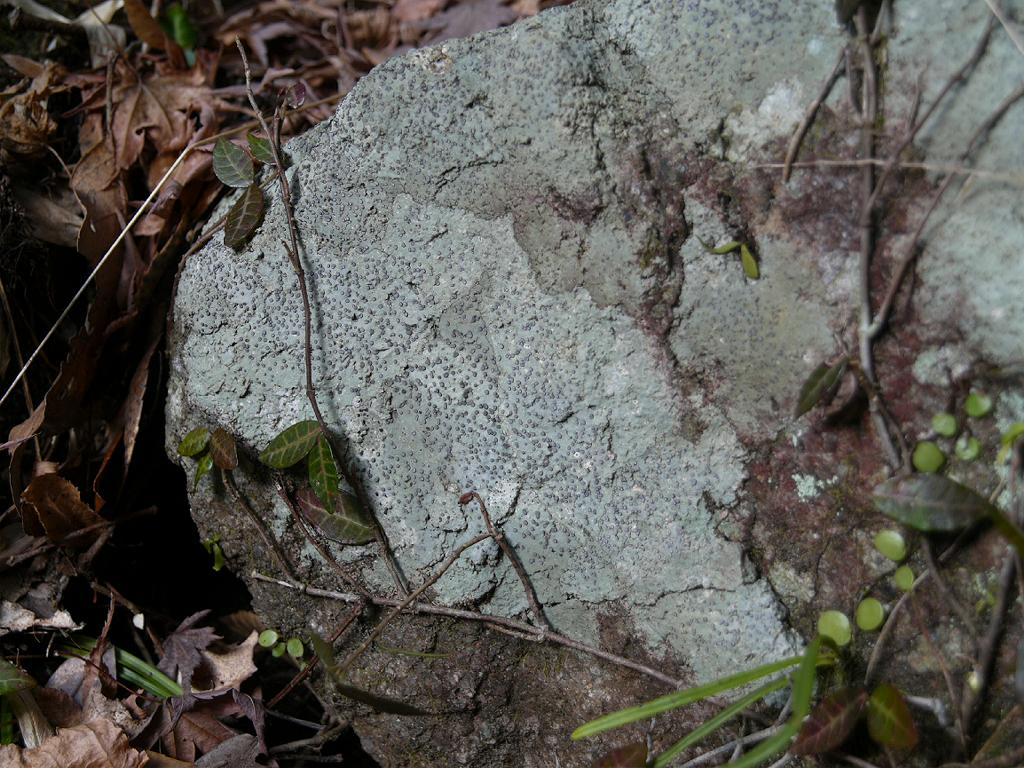
木陰の岩の上に生育している様子

なめらかな岩の表面に着生する。樹皮上に出ることはない。日当たりのよいところに出ることが多いが、木陰にも見られる。人為的な環境には出にくいが、それ以外については非常に広範囲の環境に出現する。低山から山地帯にまで見られ、本州中部で最高は2500m以上の高山帯にまで見つかっている。また海岸では高潮線の近くにまで見られることがあり、一般の海浜植物より海に近い位置にまで出る。
なお、このように大きく環境が異なる場所では、地衣としては同じ種であるが、異なる種の藻類と共生していることも多いという。

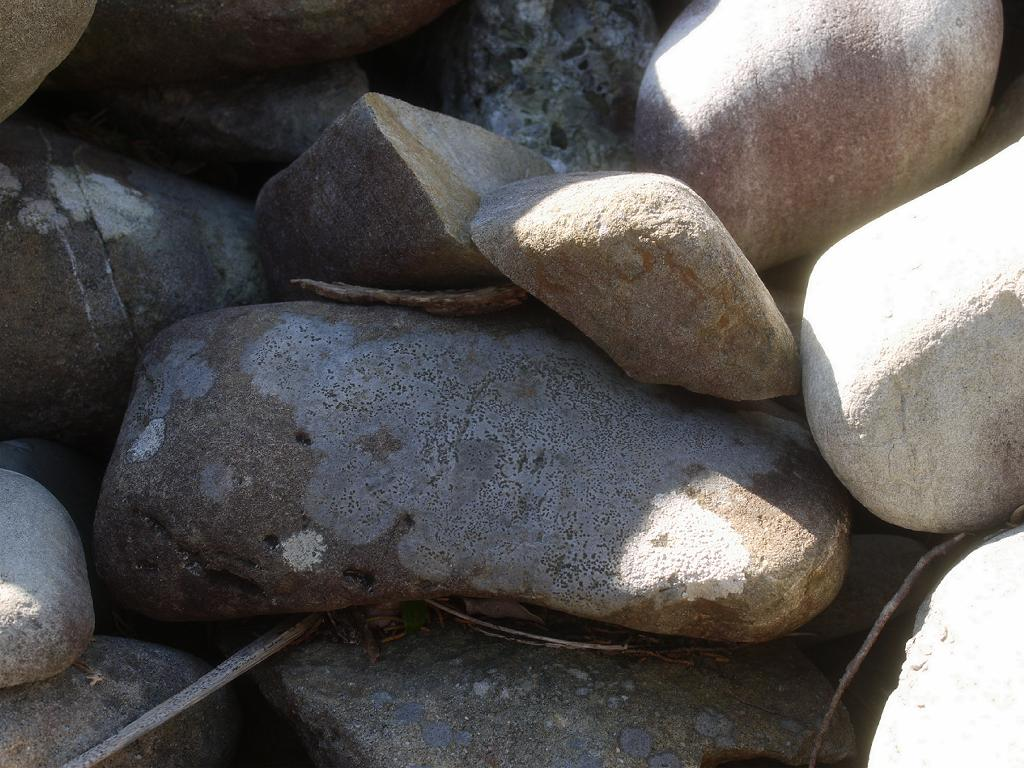
海岸の礫の上に生育している様子

## 分布
日本のほとんど全土に分布し、採集記録は北は北海道から南は西表島までにわたる。世界的には北半球に広く分布する。

## 日本最大の地衣体

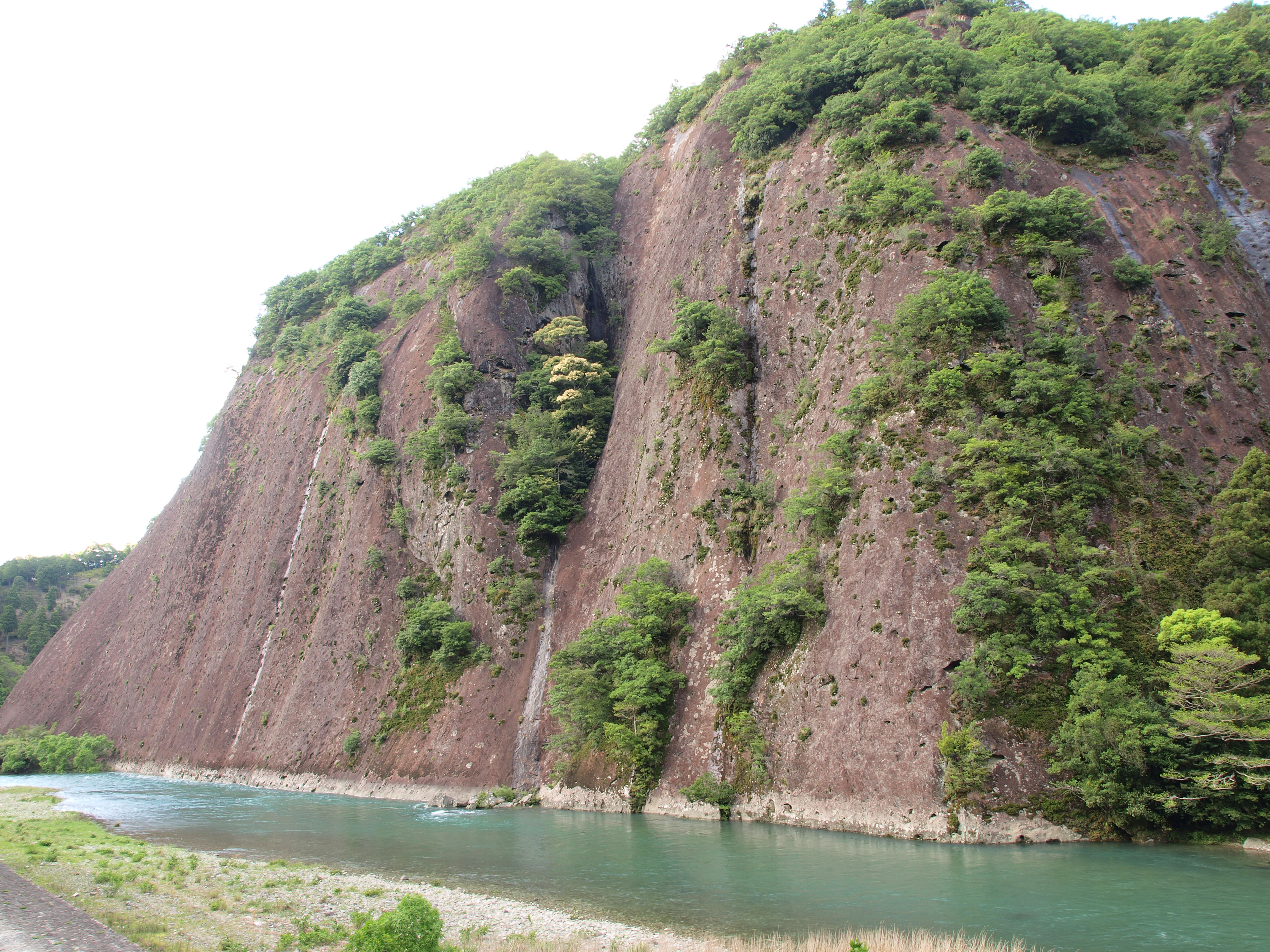
古座川の一枚岩

和歌山県古座川町の古座川沿いにある一枚岩は、その名の通りに巨大な岩面が大きく広がる名勝として知られるが、この岩面に巨大なヘリトリゴケが生えているのが発見された。これは国内の地衣類では最大のもので、同時に最長命のものである。あるいは世界最大最長命かも知れないとも言われる。
具体的に調査がなされたのは2001年のことである。それ以前から遠目にずいぶん大きい地衣類らしきものがある、ということは一部で知られていたらしい。しかし何しろ巨大な絶壁であり、簡単には接近できなかった。この調査は地主全員の承諾を確認の上で、古座川町役場職員の立ち会いの下で行われたとのこと。断崖の上の森林からザイルを下ろし、それぞれの地衣体の輪の大きさを測定したところ、その径が1mを超える程度の大きさのものが12もあり、最大のものは縦径1567mm、横径1845mmあった。それぞれ不規則ながらもほぼ円形から楕円形の輪郭を持っていた。
一般に痂状地衣は特に不対称な環境でなければそのコロニーは一定速度で円形に広がってゆくものと考えられる。つまりその径は年齢に比例することになる。梅本他(2001)の報告ではその成長速度を年間で0.1mmから1mmの間と判断して、900～9000歳程度との推定値を出している。中村他(2002)では北アメリカでのこの種の成長速度のデータ（年生長0.7mm）を用いて、1318歳という推定値を示している。
このように大きなものが、しかも大きさの揃ったものが並んでいる、というのは奇妙であるとの指摘もされている。同じくらいの大きさであると言うことは、それらが同じ時期に定着したことを示すから、要するに岩の表面が定着可能な状態になったときに一斉に定着した、というのが一つの回答かもしれない。
しかし、もしも途中に他のコロニーと接していれば、当然そこで成長が止まったり形が変になったりするはずで、このようなものが見られるためには、それ以降の定着が多いと困る面がある。実際、そこにはより小さいコロニーがあまり見られないとのこと。しかしこれらがここに定着したときにはそれが可能であったのに、それ以降はそれが困難になった、と言うのはどう見ても変である。これらの疑問は今後の検討を待つことになるだろう。